# Ouïezd de Beloozero
L'ouïzed de Beloozero (en russe : Белозерский уезд, Belozerski ouïezd)  est une unité administrative-territoriale (ouïezd) au sein du tsarat et empire russe, du gouvernorat de Kostroma et du gouvernement de Kostroma, qui a existé du XVe siècle à 1928. Le chef-lieu était la ville de Beloozero, rennomée Belozersk en 1777. La population était de 86 906 habitants en 1897.

## Histoire
L'ouïezd a été créé en 1486 à partir de la principauté de Beloozero, une principauté apanage de la république de Novgorod. En 1719, elle est incluse dans le gouvernement de Saint-Pétersbourg, puis en 1775 dans le gouvernement de Novgorod. En 1918, elle est transférée au gouvernement de Tcherepovets, avant d'être supprimé en 1927.